# Spanska supercupen (volleyboll, damer)
Spanska supercupen  är en årlig volleybolltävling för damklubblag i Spanien där vinnarna av Superliga Femenina de Voleibol och Copa de la Reina möts. Tävlingen organiseras av det spanska volleybollförbundet, RFEVB, sedan 2002 (den genomfördes även 1990).

## Upplagor
| Upplaga | Podium          | Podium                       | Podium      | Podium            |
| Upplaga | Guld            | Silver                       | Brons       | Fyra              |
| ------- | --------------- | ---------------------------- | ----------- | ----------------- |
| 1990    | RCD Espanyol    | CV Xàtiva                    |             |                   |
| 2002    | CV Tenerife     | CV Diego Porcelos            |             |                   |
| 2003    | CV Tenerife     | CV Las Palmas                |             |                   |
| 2004    | CV Tenerife     | CD Ávila Vóley               |             |                   |
| 2005    | CV Tenerife     | CV Las Palmas                | CV Albacete | CD Ávila Vóley    |
| 2006    | CAV Murcia 2005 | CV Diego Porcelos            | CV Tenerife | CV Las Palmas     |
| 2007    | CAV Murcia 2005 | CV Tenerife                  | CV Aguere   | CV Benidorm       |
| 2008    | CV Tenerife     | Club 15-15                   | CV Sanse    | CAV Murcia 2005   |
| 2009    | CAV Murcia 2005 | CV Ciutadella                | Club 15-15  | CV Diego Porcelos |
| 2010    | CAV Murcia 2005 | CV Aguere                    |             |                   |
| 2012    | CV Haro         | CV Ciutadella                |             |                   |
| 2013    | CV Logroño      | CV Haro                      |             |                   |
| 2014    | CV Logroño      | CV Ciutadella                |             |                   |
| 2015    | CV Logroño      | CD Iruña                     |             |                   |
| 2016    | CV Haris        | CV Logroño                   |             |                   |
| 2017    | CV Logroño      | CV Haris                     |             |                   |
| 2018    | CV Logroño      | CV Haris                     |             |                   |
| 2019    | CV Logroño      | CV Haris                     |             |                   |
| 2020    | CV Ciutadella   | CV Sayre Mayser Gran Canaria |             |                   |
| 2021    | CV JAV Olímpico | CV Alcobendas                |             |                   |
| 2022    | CV Haris        | CV Emevé                     |             |                   |
| 2023    | CV JAV Olímpico | CV Haris                     |             |                   |

## Medaljörer
| Pos. | Lag                          | Guld | Silver |
| ---- | ---------------------------- | ---- | ------ |
| 1    | CV Logroño                   | 6    | 1      |
| 2    | CV Tenerife                  | 5    | 1      |
| 3    | CAV Murcia 2005              | 4    | -      |
| 4    | CV Haris                     | 2    | 4      |
| 5    | CV JAV Olímpico              | 2    | -      |
| 6    | CV Ciutadella                | 1    | 3      |
| 7    | CV Haro                      | 1    | 1      |
| 8    | RCD Espanyol                 | 1    | -      |
| 9    | CV Diego Porcelos            | -    | 2      |
|      | CV Las Palmas                | -    | 2      |
| 11   | CD Iruña                     | -    | 1      |
|      | CD Ávila Vóley               | -    | 1      |
|      | CV Aguere                    | -    | 1      |
|      | CV Alcobendas                | -    | 1      |
|      | CV Emevé                     | -    | 1      |
|      | CV Sayre Mayser Gran Canaria | -    | 1      |
|      | CV Xàtiva                    | -    | 1      |
|      | Club 15-15                   | -    | 1      |